# Quercus neomairei
Quercus neomairei là một loài thực vật có hoa trong họ Cử. Loài này được A.Camus miêu tả khoa học đầu tiên năm 1937.